# Giotto enfant
Giotto enfant  est une sculpture du sculpteur français Dominique Fortuné Maggesi (1801-1892) réalisée en 1840.
La sculpture est une donation de 1840 de Mr Fieffé.